# Klinikum Fulda

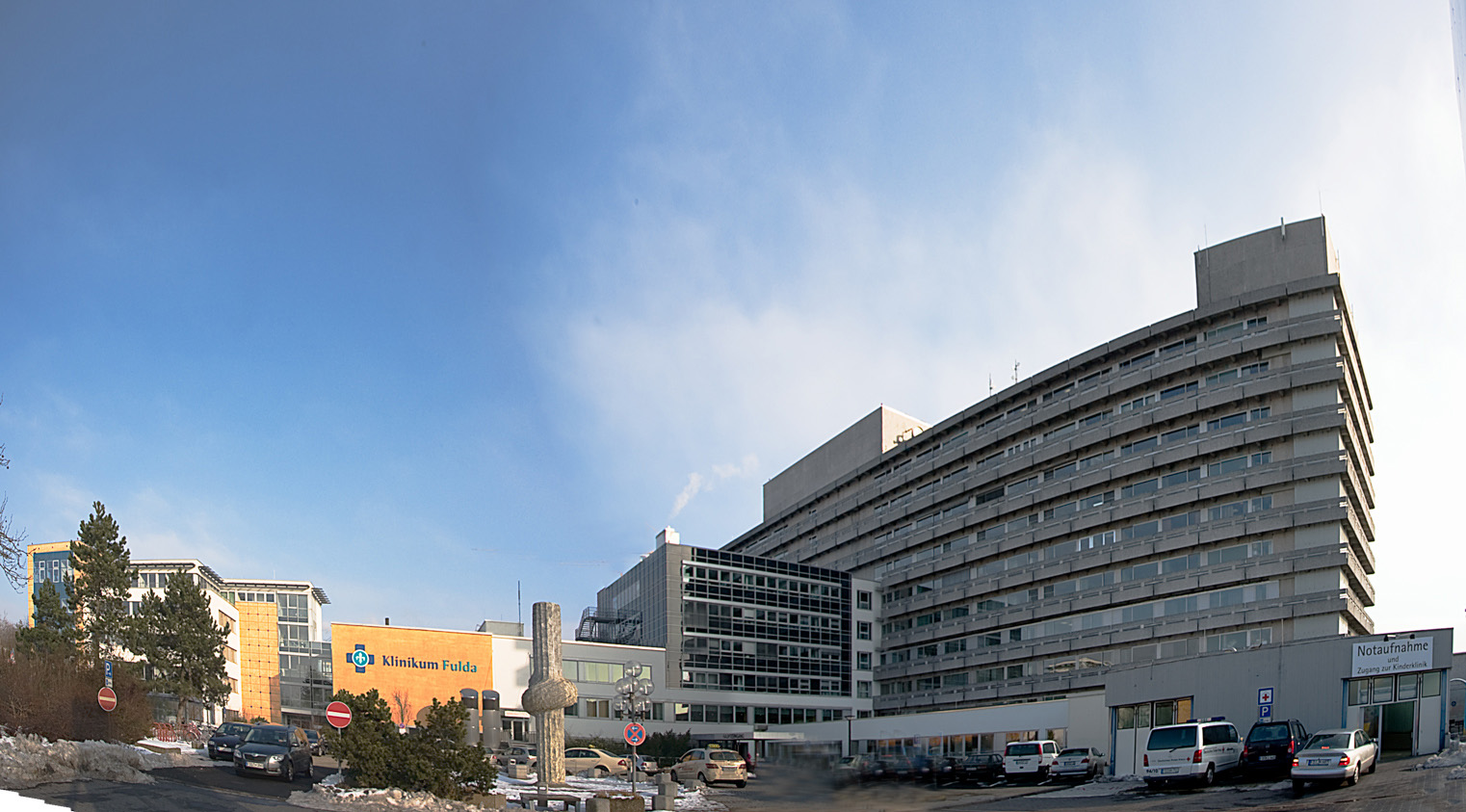
Das Klinikum Fulda

Das Klinikum Fulda ist ein Krankenhaus mit 1007 Betten bei einem Einzugsgebiet mit etwa 500.000 Menschen. Es ist nach der Anzahl der Betten das viertgrößte Krankenhaus in Hessen nach dem Universitätsklinikum Frankfurt, dem Klinikum Kassel und dem Universitätsklinikum Gießen und Marburg. Seit 1970 ist es ein akademischer Lehrbetrieb für Medizinstudenten der Philipps-Universität Marburg und seit 1999 Lehrkrankenhaus für Pflege der Hochschule Fulda. Das Klinikum wurde in seiner gegenwärtigen Form 1976 in Betrieb genommen und umfasst 28 Institute und Kliniken mit 2500 Mitarbeitern. Seit Januar 2004 wird das Klinikum Fulda als gemeinnützige Aktiengesellschaft (gAG) der Stadt Fulda geführt.

## Geschichte

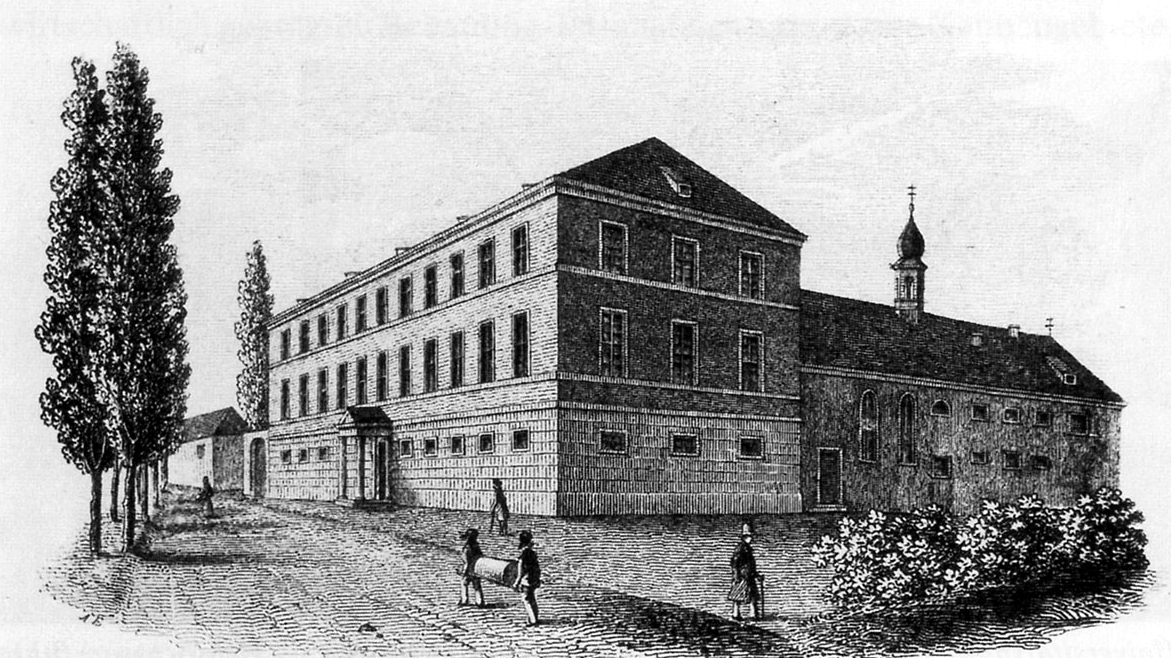
Wilhelmshospital Fulda, 1840

Bereits 1805 gab der erste weltliche Herrscher von Fulda, Friedrich Wilhelm von Oranien-Nassau, mit Unterzeichnung der Stiftungsurkunde den „Startschuss“ für den Bau eines Krankenhauses. Clemens Wenzeslaus Coudray, dem späteren Architekt Goethes in Weimar, wurde die Planung für das neue Hospital übertragen. Die Grundsteinlegung erfolgte 1806 und 1810 wurde der Neubau vollendet. Somit entstand das Landkrankenhaus, auch Wilhelmshospital genannt, welches als einer der architektonisch wertvollsten klassizistischen Hospitalbauten des 19. Jahrhunderts galt. Seit 1937 ist das Krankenhaus im Besitz der Stadt Fulda.
Am 23. Februar 1976 wurde nach 40-monatiger Bauzeit ein neues Klinikum eingeweiht. Im Jahr 1984 nahm der Rettungshubschrauber „Christoph 28“ der ADAC-Luftrettung in Fulda seinen Dienst auf. Er hat einen Einsatzradius von 50 bis 60 Kilometern und soll die Rettungshubschrauber in Frankfurt und Kassel entlasten. 1987 wurde die erste Herztransplantation erfolgreich durchgeführt, im selben Jahr wurde die Anerkennung als onkologischer Schwerpunkt erreicht. Am 12. Januar 1991 wurde das Klinikum um eine Psychiatrieabteilung erweitert.
2006 wurde im Klinikum ein Abschiedsraum eingerichtet, der mit Objekten des Bildhauers Johannes Kirsch ausgestattet ist.
Im Mai 2007 gelangte das Klinikum bundesweit durch eine Salmonellen-Epidemie mit über 270 Erkrankten in die Schlagzeilen. Nach Information des Robert Koch-Instituts (RKI) in Berlin zählt die Salmonellen-Epidemie in Fulda seit Jahren zu einer der größten dieser Art in Deutschland. Im Juli 2007 kam die Klinik erneut durch einen Legionellenbefall des Trinkwassers in die Schlagzeilen, kritisiert wurde vor allem die Informationspolitik. Die abgeschlossenen Ermittlungen der Staatsanwaltschaft Fulda zu der Epidemie kamen zu dem Ergebnis, dass bei allen verstorbenen Patienten nicht Salmonellen die Todesursache waren.
Seit 2011 gibt es durch einen Erweiterungsbau zusätzliche 260 Betten. Das Klinikum verfügt nun über 1007 Betten.
Im Prenatalzentrum überlebte 2010 ein Frühgeborenes, welches nach 21 Wochen und 5 Tagen zur Welt kam, 2019 überlebte ein weiteres Kind nach nur 21 Wochen und 4 Tagen Schwangerschaft.

## Vorwürfe wegen fehlerhafter Abrechnungen
Im Jahr 2020 wurden bei einem groß angelegten Prüfungsverfahren die Abrechnungen mehrerer hessischer Krankenhäuser untersucht. Dabei wurde in der Folge auch das Klinikum Fulda Ziel staatsanwaltschaftlicher Ermittlungen.
Der Oberstaatsanwalt der Generalstaatsanwaltschaft, welcher die Hessische Zentralstelle für Medizinwirtschaftsstrafrecht leitet und die Ermittlungen geleitet hatte, wurde u. a. wegen Bestechung und Bestechlichkeit verhaftet.